# Parabuthus liosoma
Espèce
Synonymes
- Androctonus liosoma Ehrenberg, 1828
- Parabuthus leiosoma (Ehrenberg, 1828)

Parabuthus liosoma est une espèce de scorpions de la famille des Buthidae.

## Distribution
Cette espèce se rencontre au Yémen et en Arabie saoudite,.

## Systématique et taxinomie
Cette espèce a été décrite sous le protonyme Androctonus liosoma par Ehrenberg en 1828. Elle est placée dans le genre Parabuthus par Thorell en 1893.

## Publication originale
- Hemprich & Ehrenberg, 1828 : Zoologica II. Arachnoidea. Symbolae physicae seu icones et descriptiones animalium evertebratorum sepositis insectis quae ex itinere per Africam borealem et Asiam occidentalem. Berolini, Officina Academica, (texte intégral).